# Alan Rickman
Alan Sidney Patrick Rickman (Hammersmith (Londen), 21 februari 1946 – Londen, 14 januari 2016) was een Engels toneel- en filmacteur. Hij won meer dan tien filmprijzen gedurende zijn acteerloopbaan, waaronder een Golden Globe (voor Rasputin), een BAFTA Award (voor Robin Hood: Prince of Thieves) en een Emmy Award (voor Rasputin). Ook is hij bekend van de Harry Potter-filmserie, waarin hij het personage Severus Sneep speelde.

## Biografie
Hij werd geboren in de Londense wijk Hammersmith als zoon van een katholieke vader uit Ierland en een methodistische moeder uit Wales. Zijn vader stierf toen Rickman acht jaar oud was en daarna werd hij alleen door zijn moeder opgevoed.
Rickman werkte als grafisch ontwerper voordat hij begin jaren zeventig werd toegelaten tot de Royal Academy of Dramatic Art in Londen. Hij maakte in het bijzonder indruk met zijn interpretatie van de mannelijke hoofdrol in Les Liaisons dangereuses, dat de Royal Shakespeare Company in 1985 op de planken bracht.
Het brede Britse publiek leerde hem in de jaren tachtig kennen als Mr. Slope in de BBC-serie Barchester Towers, maar buiten Engeland is hij vooral bekend van zijn filmrollen. Hij speelde in Britse films meestal in kostuumdrama's, terwijl Hollywood hem doorgaans de rol van slechterik toebedeelde. Een voorbeeld van het eerste is zijn rol van de zachtaardige Kolonel Brandon in de Jane Austen-verfilming Sense and Sensibility of die van de bezorgde vader in de rol van Antoine Richis in de Patrick Süskind-verfilming Perfume: The Story of a Murderer. Slechte personages speelde hij onder andere in Die Hard (Hans Gruber) en in Robin Hood: Prince of Thieves (Sheriff of Nottingham).
Rickman speelde tevens in komische films. Voorbeelden daarvan zijn Galaxy Quest, Dogma en Love Actually. Voor de verfilming van Douglas Adams' The Hitchhiker's Guide to the Galaxy sprak hij de stem in van Marvin the Paranoid Android.
Rickman was in 2007 te zien in Tim Burtons Sweeney Todd: The Demon Barber of Fleet Street. In deze film speelt hij de immorele en arrogante Judge Turpin en is hij dus weer terug bij het spelen van een gemeen en slecht karakter. Hij spreekt fout recht, verkracht, bespiedt en heeft een pornobibliotheek. Dit alles zingend.
Vanaf 2001 speelde hij de rol van Severus Sneep in alle Harry Potter films. In juni 2010 waren de laatste draaidagen voor de verfilming van het laatste Harry Potter-boek Harry Potter and the Deathly Hallows. De première van deel 1 was in november 2010 en die van deel 2 in juli 2011. Rickman bevestigde dat zijn laatste opname voor deze films een stemopname was waarbij hij de stem van Sneep deed over scènes van de allereerste Potter-film.
In 2012 was hij te zien in de filmkomedie Gambit, samen met onder anderen Colin Firth, Cameron Diaz en Stanley Tucci. De regie van de film was in handen van Michael Hoffman en het scenario werd volledig geschreven door Ethan Coen en Joel Coen. In 2013 was hij te zien in een groot aantal films. Onder andere in CBGB, waar Rickman een grote rol in speelde, aan de zijde met Harry Potter-collega Rupert Grint. Ook is hij te zien in A Promise, een romantisch oorlogsdrama dat zich afspeelt tijdens de Eerste Wereldoorlog. Verder vertolkte hij de rol van Ronald Reagan in de dramafilm The Butler.
In 2013 regisseerde hij zijn tweede eigen film, A Little Chaos, en speelde daarin ook een grote rol met Kate Winslet, Matthias Schoenaerts en Stanley Tucci. Zijn eerste film, The Winter Guest, regisseerde hij in 1997.
Op 14 januari 2016 overleed hij op 69-jarige leeftijd in Londen aan alvleesklierkanker.
Uitgeverij Canongate gaf in oktober 2022 de dagboeken van de acteur uit die hij sinds het begin van 1990 bijhield met als doel ze ooit te publiceren: Madly, Deeply - The Alan Rickman Diaries. Emma Thompson schreef het voorwoord. Rima Horton, zijn weduwe, zei over het boek: “The diaries reveal not just Alan Rickman the actor, but the real Alan – his sense of humour, his sharp observation, his craftsmanship and his devotion to the arts.” Alan Taylor heeft de dagboeken geredigeerd.

## Filmografie

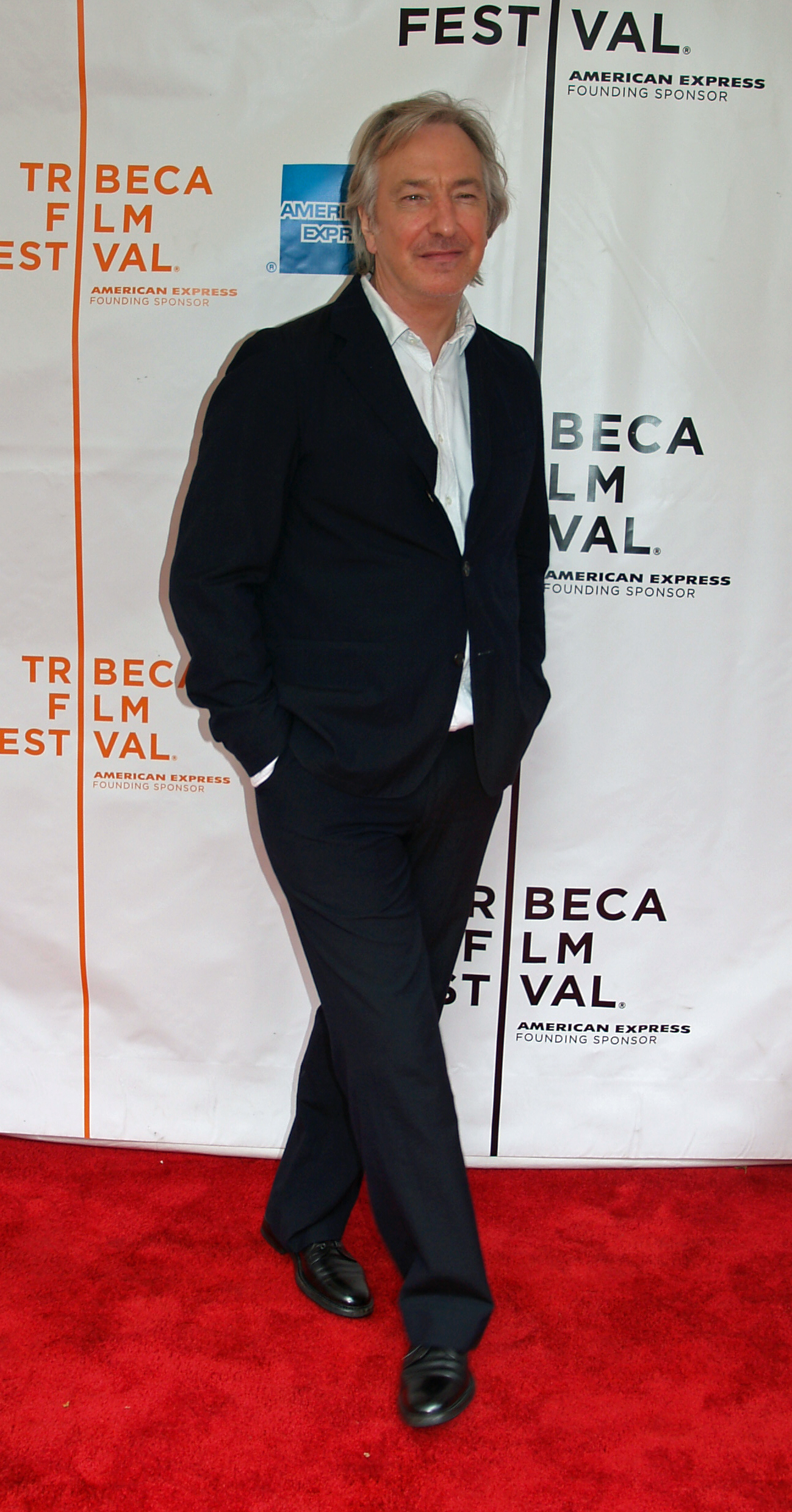
Rickman op het Tribeca Film Festival in 2007

- Alice Through the Looking Glass (2016) - De vlinder "Absolem"
- Eye in the Sky (2015) - Luitenant-generaal Frank Benson
- A Little Chaos (2014) - Koning Louis XIV
- The Butler (2013) - President Ronald Reagan
- Dust (korte film, 2012) - Todd
- Gambit (2012) - Lionel Shahbandar
- Harry Potter and the Deathly Hallows Part 2 (2011) - Professor Severus Sneep
- Harry Potter and the Deathly Hallows Part 1 (2010) - Professor Severus Sneep
- Alice in Wonderland (2010) - De rups "Absolem"
- The Song of Lunch (televisiefilm, 2010) - Verteller en personage "hij"
- Harry Potter and the Half-Blood Prince (2009) - Professor Severus Sneep
- Bottle Shock (2008) - Steven Spurrier
- Sweeney Todd: The Demon Barber of Fleet Street (2007) - Judge Turpin
- Harry Potter and the Order of the Phoenix (2007) - Professor Severus Sneep
- Nobel Son (2007) - Eli Michaelson
- Perfume: The Story of a Murderer (2006) - Antoine Richis
- Snow Cake (2006) - Alex Hughes
- Harry Potter and the Goblet of Fire (2005) - Professor Severus Sneep
- The Hitchhiker's Guide to the Galaxy (2005) - Marvin (stem)
- Harry Potter and the Prisoner of Azkaban (2004) - Professor Severus Sneep
- Something the Lord Made (televisiefilm, 2004) - Dr. Alfred Blalock
- Love Actually (2003) - Harry
- Harry Potter and the Chamber of Secrets (2002) - Professor Severus Sneep
- The Search for John Gissing (2001) - John Gissing
- Harry Potter and the Philosopher's Stone (2001) - Professor Severus Sneep
- Blow Dry (2001) - Phil Allen
- A Fish Tale (2000) - Joe (stem)
- Play (2000) - Man
- Galaxy Quest (1999) - Alexander Dane
- Dogma (1999) - Metatron
- Eco-Challenge Argentina (miniserie, 1999) - Verteller
- Dark Harbor (1998) - David Weinberg
- Judas Kiss (1998) - Detective David Friedman
- The Winter Guest (1997) - Regisseur/schrijver en cameo: "Man in Straat"
- Michael Collins (1996) - Eamon de Valera
- Rasputin (televisiefilm, 1996) - Grigori Rasputin
- Sense and Sensibility (1995) - Col. Christopher Brandon
- An Awfully Big Adventure (1995) - P.L. O'Hara
- Mesmer (1994) - Franz Anton Mesmer
- Bob Roberts (1992) - Lukas Hart III
- Close My Eyes (1991) - Sinclair
- Robin Hood: Prince of Thieves (1991) - Sheriff van Nottingham
- Truly, Madly, Deeply (1991) - Jamie
- Closet Land (1991) - Ondervrager
- Quigley Down Under (1990) - Elliott Marston, Eigenaar Marston Waters Ranch
- January Man (1989) - Ed
- Revolutionary Witness (televisiefilm, 1989) - Jacques Roux (segment 'The Preacher')
- Spirit of Man (televisiefilm, 1989) - Israel Yates (segment 'From Sleep and Shadow')
- Die Hard (1988) - Hans Gruber
- Pity in History (televisiefilm, 1985) - Croop
- The Barchester Chronicles (miniserie, 1982) - Eerw. Obadiah Slope
- Smiley's People (miniserie, 1982) - Mr. Brownlow
- Thérèse Raquin (miniserie, 1980) - Vidal
- Romeo & Juliet (televisiefilm, 1978) - Tybalt

## Publicatie
- Madly, Deeply - The Alan Rickman Diaries (2022)